# Карач Ольга Євгенівна
Ольга Євгенівна Карач (нар.5 січня 1979, м. Вітебськ, БРСР) — білоруська журналістка, громадська діячка, політикиня, член Білоруської Асоціації журналістів, акціонер ЗАТ "Видавничий Дім «Вітебський кур'єр», керівниця Міжнародного Центру громадських ініціатив «Наш Дом», зареєстрованого в Чехії.
Активно виступає проти режиму Лукашенка, за що переслідується владою.

## Біографія
Народилась в сім'ї робітників. Закінчивши середню школу № 6 з золотою медаллю, у 1996 році вступила до Вітебського державного університету ім. П. М. Машерова, який закінчила 2002 року з червоним дипломом. Чотири роки працювала вчителькою російської мови й літератури, білоруської мови та літератури в одній з середніх шкіл Вітебська.
Отримує другу вищу освіту в Московському обласному інституті управління і права. Магістрантка програми «Публічна Політика» Європейського гуманітарного університету в Вільнюсі.
Стала засновницею газет «Вітебський кур'єр» та «Наш дом». Через об'єктивне і правдиве висвітлення подій, тиражі газет постійно конфісковуються владою, а сайт «Вітебського кур'єра», після спеціального указу президента, став першим відключеним сайтом у переліку незалежних інтернет-видань.

## Суспільна і політична діяльність
В 1996 році при університеті заснувала молодіжне суспільне об'єднання (ініціативу) «7 грань». Отримувала іменну стипендію імені О. С. Пушкіна, якої згодом була позбавлена через політичну активність — участь у незареєстрованому русі «Зубр».
У грудні 2002-го створила громадську організацію «Наш Дом» (Вітебськ), з якою за кілька років вийшла на національний рівень. В березні 2002 року «Свободные новости+» визнали Ольгу Карач найкрасивішою політикинею Білорусі. У березні 2003 року була обрана депутаткою Вітебської міської Ради депутатів 24-го скликання.
У 2009 році реалізувала проєкт, який згодом став книгою спогадів «Діти війни» (спогади колишніх в'язнів фашистських концтаборів і дітей, насильно відправлених на роботи до Німеччини).
Ініціаторка великої кількості різноманітних акцій, серед яких: кампанія «Обережно, міліція», республіканська акція по облаштуванню кладовищ «Квіти замість бур'янів», фестивалю «Ендорфін», фестивалю «Жіноча рибалка» та ін.
Ольга Карач була головою Вітебської обласної організації Об'єднаної Громадянської партії.
У серпні 2010 року отримала престижну Міжнародну Радебойльську премію «За мужність» (Radebeuler Courage Preis).
У 2021 році КДБ включив Карач до «списку осіб, що пов'язані з терористичною діяльністю», а 2022 року її YouTube- та Telegram-канали були визнані в Білорусі екстремістськими матеріалами. Раніше у 2021 році екстремістськими матеріалами були визнані YouTube- та Telegram-канали «Нашого Дому»; у травні 2022 року МВС включило саму організацію до списку екстремістських формувань.
Влітку 2024 року білоруська влада заочно засудила Ольгу Карач до 12 років позбавлення волі та штрафу.

## Вибрані публікації
1. Белорусская стратегия Европы после парламентских выборов-2008 [Текст] / О. Карач // Бюллетень «Новости НИСЭПИ». — 2008. — № 3 (49). — С. 55–58. — (Рубрика «Свободная трибуна»).
2. Без права дышать… [Текст] / О. Карач // Витебский курьер. — 2008. — № 2 (1350). — 30 апр. — С. 2. — (Рубрика «Мысли вслух»).
3. Таможенный комитет взялся за костыли [Текст] / О. Карач // Витебский курьер. — 2008. — № 5 (1353). — 20 мая. — С. 2.
4. Дети войны [Текст]: воспоминания / Е. Борщевская, О. Карач, А. Погорельский, С. Таболо, О. Шпаковская. — Смоленск, 2009. — 128 с. — 1000 экз.
5. Зеркало для кандидата или еще раз о праймериз [Текст] / О. Карач // Витебский курьер. — 2009. — № 1. — 18 сент. — С. 5.
6. Silna rodzina — Silna Białoruś??? [Электронный ресурс] / O. Karach. — 2009. — 29.03. — Режим доступа: www.URL: https://web.archive.org/web/20140317165417/http://www.feminoteka.pl/readarticle.php?article_id=657.
7. А крысы бегут с корабля… [Текст] / О. Карач // Витебский курьер. — 2010. — № 28 (40). — 22 июля. — С. 1, 4.
8. Вчера котов душили, душили… [Текст] / О. Карач // Витебский курьер. — 2010. — № 27 (39). — 15 июля. — С. 4.
9. Выборы без выбора [Текст] / О. Карач // Витебский курьер. — 2010. — № 15 (27). — 22 апреля. — С. 1.
10. Запретить нельзя разрешить [Текст] / О. Карач // Витебский курьер. — 2010. — № 14 (26). — 15 апреля. — С. 1, 3.
11. Молчание ягнят [Текст] / О. Карач // Витебский курьер. — 2010. — № 31 (43). — 9 сент. — С. 4.
12. Хай клевешчуць… [Текст] / О. Карач // Витебский курьер. — 2010. — № 32 (44). — 16 сент. — С. 7.
13. Четвертый листик клевера на удачу [Текст] / О. Карач // Витебский курьер. — 2010. — № 41 (53). — 18 нояб. — С. 8.
14. 2:0 в нашу пользу [Текст] / О. Карач // Витебский курьер. — 2010. — № 13 (25). — 8 апреля. — С. 1, 3.
15. Литвой управляют женщины [Текст] / О. Карач // Витебский курьер. — 2010. — № 29 (41). — 29 июля. — С. 1, 8.
16. Alice nel Paese della Russia Bianca: tagliatele la testa, subito! [Электронный ресурс] / О. Karatch. — 2010. — 25 May. — Режим доступа: www.URL: http://www.cafebabel.it/article/33811/alice-nel-paese-della-russia-bianca.html [Архівовано 6 червня 2012 у Wayback Machine.].
17. My Quest To the City Council: Beginning [Электронный ресурс] / О. Karach. — 2010. — 21 Apr. — Режим доступа: www.URL: http://viewpoint-east.org/2010/04/21/my-quest-to-the-city-council-beginning/ [Архівовано 24 травня 2010 у Wayback Machine.].
18. В чем Эдвард Лукас ошибается насчет Беларуси [Текст] / О. Карач // Витебский курьер. — 2011. — № 20 (79). — 30 июня. — С. 4.
19. Гавел & Лукашенко [Текст] / О. Карач // Витебский курьер. — 2011. — № 45 (104). — 22 декаб. — С. 3.
20. Дочерям Беларуси посвящается… [Текст] / О. Карач // Витебский курьер. — 2011. — № 12 (71). — 5 мая. — С. 4.
21. Осторожно, милиция! [Текст] / О. Карач // Витебский курьер. — 2011. — № 44 (103). — 15 дек. — С. 3.
22. Переходный возраст белорусского народа [Текст] / О. Карач // Витебский курьер. — 2011. — № 9 (68). — 10 марта. — С. 4. — (Рубрика «Взгляд»).
23. Площадь 19-го декабря: что это было? [Текст] / О. Карач // Витебский курьер. — 2011. — № 13 (72). — 12 мая. — С. 4.
24. Женщины Беларуси требуют извинений! [Текст] / О. Карач // Наш дом инфо. — 2012. — 30 марта. — С. 1.